# Molécula pequeña
En farmacología y bioquímica, una molécula pequeña es una compuesto orgánico de bajo peso molecular que por definición no es un polímero. El término de molécula pequeña, especialmente en el ámbito de la farmacología, usualmente está asociado a una molécula que además se une con una gran afinidad a un biopolímero (como una proteína, ácido nucleico o polisacárido) y que altera su actividad o función. La masa máxima es de aproximadamente 800 dalton, lo que le posibilita la rápida difusión a través de la membrana celular y así llegar a los sitios de acción intracelulares. Además, el límite del peso molecular es una condición necesaria, aunque no suficiente, para la biodisponibilidad por vía oral.
Pueden tener una variedad de funciones biológicas: como la comunicación celular, herramientas en la biología molecular, drogas en medicina, pesticidas en la agricultura, y muchos otros papeles. Estos compuestos pueden ser naturales (tales como los metabolitos secundarios) o artificiales (ej. antivirales) y pueden tener efectos benéficos contra una enfermedad (ej. drogas) o perjudiciales (tales como los teratógenos o carcinógenos).
Biopolímeros como los ácidos nucleicos, proteínas y polisacáridos (como el almidón y la celulosa) no son moléculas pequeñas, aunque sus monómeros constituyentes (nucleótido, aminoácidos y monosacárido, respectivamente) sí lo son. Muchos oligómeros sencillos son considerados moléculas pequeñas, tales como los dinucleótidos, péptidos (como el antioxidante glutatión) y disacáridos (ej. sacarosa).

## Drogas
La mayoría de las drogas son moléculas pequeñas, aunque algunas pueden ser proteicas (ej. insulina) y también muchos suplementos alimenticios son moléculas pequeñas, aunque no los extractos de hierba como el Gingko. Muchas proteínas pueden ser degradadas si son administradas oralmente y muy a menudo no pueden atravesar las membranas celulares. Las moléculas pequeñas tienen mayor posibilidad de absorción, aunque algunas solo pueden ser absorbidas en forma de profármacos. Son consideradas superiores a las moléculas "grandes" de origen biológico, pues pueden ser suministradas oralmente.

## Metabolitos primarios y secundarios
Los organismos requieren de una o más enzimas especializadas para sintetizar o degradar moléculas pequeñas, enzimas que por consiguiente no son tan cambiantes en vertebrados (evolutivamente recientes y de tamaño poblacional reducido y de crecimiento lento), pero son muy comunes en bacterias terrestres (ej. streptomyces) y el reino fungi, los cuales secretan antibióticos.
Las plantas también tienen varios metabolitos secundarios, los cuales juegan un papel en la comunicación celular, pigmentación o defensa, varios de ellos también han sido usados como drogas (terapéuticas y recreacionales):
- Alcaloides
- Glucósidos
- Lípidos
- Flavonoides
- Péptidos no ribosomales, como la actinomicina
- Fenacinas
- Fenoles
- Policétidos
- Terpenos, incluyendo esteroides
- Tetrapirroles.

## Herramientas de investigación

Ejemplo de moléculas pequeñas usadas en un cultivo celular como herramientas, en lugar de usar proteínas. Para obtener islotes pancreáticos a partir de células madres de mesodermo, se debe activarla la vía metabólica señalada del ácido retinoico e inhibir la de la proteína sonic hedgehog (ssh), lo que se realiza agregando al medio de cultivo anticuerpos anti-ssh, proteína reactiva-Hedgehog o ciclopamina, de las cuales las dos primeras son proteínas y la última es una molécula pequeña.

Las enzimas y receptores a menudo son activados o inhibidos por proteínas endógenas, pero también pueden ser estimulados por moléculas pequeñas inhibidoras o activadoras, estas pueden ser de naturaleza endógenas o exógenas y unirse al sitio activo o el sitio alostérico.
Un ejemplo es el teratógeno y carcinógeno phorbol 12-myristate 13-acetate, terpeno vegetal que promueve el cáncer al activar a la proteína quinasa C , lo que lo convierte en una herramienta de investigación muy útil. Las molécula pequeñas también tienen interés científico debido a la creación de factores transcripcionales artificiales que regulan la expresión génica, por ejemplo el wrenchnol (una molécula con forma de llave inglesa).
La unión de ligandos puede ser identificada por medio de una variedad de técnicas analíticas como la resonancia de plasmones de superficie, la termoforesis microscópica o la interferometría de doble polarización para cuantificar la afinidades de reacción y propiedades cinéticas además de observar cualquier cambio comformacional inducido.